# Алексеев, Владимир Михайлович (хоккеист)
Владимир Михайлович Алексеев (род. 18 февраля 1975, Уфа) — российский хоккеист, защитник.

## Биография
Воспитанник СК им. Салавата Юлаева (Уфа). Выступал за команды «Авангард» Уфа (1990/91 — 1991/92), «Салават Юлаев» (1991/92 — 1992/93, 1994/95 — 2000/01), «Новойл» Уфа (1992/93 — 1996/97, 1998/99), «Рубин» Тюмень (2000/01), «Нефтяник» Лениногорск (2001/02), «Кедр» Новоуральск (2003/04 — 2010/11).
Серебряный призёр юниорского чемпионата Европы (1993).